# Dirk Löhr
Dirk Löhr (* 7. Oktober 1964 in Essen) ist ein deutscher Wirtschaftswissenschaftler. Löhr ist Professor für Steuerlehre und Ökologische Ökonomik an der Hochschule Trier, Umwelt-Campus Birkenfeld. Als Privatdozent war er zudem an der Ruhr-Universität Bochum tätig (Verzicht 2013).

## Leben

### Ausbildung und erste Tätigkeiten
Nach seinem Studium der Sozial- und Wirtschaftswissenschaften an der Ruhr-Universität Bochum promovierte Dirk Löhr mit einer Arbeit zum Themenkomplex Unternehmensbewertung. Mit Unternehmensnachfolgestrategien befasste sich seine Habilitationsschrift.
Zunächst arbeitete Löhr als wissenschaftlicher Assistent und gleichzeitig als freier Mitarbeiter einer Steuerberatungsgesellschaft. Im Anschluss daran wurde ihm die Prokura eines internationalen Hotelkonzerns übertragen, wobei er u. a. auch für die Börseneinführung der Aktien der Muttergesellschaft in den Amtlichen Handel zuständig war. 1996 wechselte er zur Deutschen Bahn AG und war hier in der Funktion eines Hauptabteilungsleiters tätig. Gleichzeitig wirkte er innerhalb der DB Dialog GmbH als Mitglied des Aufsichtsrats.

### Professur und Beratertätigkeiten
1997 nahm Löhr die Berufung auf die Professur für Allgemeine Betriebswirtschaftslehre, Bilanzierung und Steuern der Fachhochschule Trier an, die später in Steuerlehre und Ökologische Ökonomik umbenannt wurde. 2001 nahm er eine einjährige Gastprofessur an der BTU Cottbus an, wo er das Fach Volkswirtschaftslehre, insb. Umweltökonomie vertrat. Seit 2001 ist er auch in einer Heidelberger Kanzlei als Steuerberater tätig. Löhr unterrichtet zudem in einer privaten Akademie für die Ausbildung von Grundstückssachverständigen. Er ist Mitglied im Gutachterausschuss für die Ermittlung von Grundstückswerten des Landkreises Birkenfeld (seit 2012: Rheinhessen-Nahe), Mitglied des Oberen Gutachterausschusses des Landes Rheinland-Pfalz sowie Sprecher im Center for Land Research. Ab 2009 führte Löhr einige Einsätze als Consultant für die Gesellschaft für Technische Zusammenarbeit / Gesellschaft für Internationale Zusammenarbeit in Kambodscha im Bereich „Sicherung der Landrechte“ durch. Er ist außerdem Autor zahlreicher Fachbeiträge zu den Themenkreisen Steuern, Bilanzierung und Unternehmensbewertung, Rentenökonomie, Umweltökonomik und Flächenhaushaltspolitik.

### Nebenfunktionen und Mitgliedschaften
Neben seiner beruflichen Tätigkeit engagiert sich Löhr als Referent bei Einrichtungen, die sich den freiwirtschaftlichen Ideen Silvio Gesells, dem Werk von Henry George sowie dem Ordoliberalismus verpflichtet wissen. Seit 1997 ist er Vorstandsmitglied der Sozialwissenschaftlichen Gesellschaft 1950 e. V. Er ist als Autor einer Reihe wohlwollend-kritischer Aufsätze zur Freiwirtschaft bekannt. 1988 erhielt Dirk Löhr von der Stiftung für Reform der Geld- und Bodenordnung den Karl-Walker-Preis „für wissenschaftliche Arbeiten über die Verselbständigung der Finanzmärkte gegenüber der Realwirtschaft sowie über Wege zur Überwindung der Arbeitslosigkeit“ verliehen. Der Preis ist nach einem der bedeutendsten Schüler Silvio Gesells benannt. Im Jahre 2015 erhielt er einen Outstanding Paper Award für den Artikel "The hidden rent seeking capacity of corporations", der im International Journal of Social Economics veröffentlicht wurde. In diesem Artikel wird dargestellt, dass die Geschäftsmodelle der größten und erfolgreichsten Kapitalgesellschaften auf der Aneignung von ökonomischen Renten auf Kosten der Allgemeinheit basieren. Er zählt außerdem zu den Initiatoren der Cusanus Hochschule, die heterodoxe wirtschaftswissenschaftliche Ansätze verfolgt. Außerdem ist er Mitglied der Gesellschaft für sozioökonomische Bildung und Wissenschaft (GSÖBW) sowie des Forschungsbeirats für Gemeinwohlökonomie.
2013 wurde er zum Vizepräsidenten der International Union for Land Value Taxation für Deutschland gewählt. Löhr gab das Hauptwerk des amerikanischen Bodenreformers Henry George "Fortschritt und Armut" 2017 neu heraus, nachdem es über Jahrzehnte in Deutschland nicht mehr erhältlich war.
In den Jahren 2018 und 2019 war er Mitglied des vom Bundesinnenministeriums unter Mitwirkung des Bundesinstituts für Bau-, Stadt- und Raumforschung (BBSR) und dem Deutschen Verband für Wohnungswesen, Städtebau und Raumordnung (Berlin) organisierten Fachdialogs Erbbaurecht. Dessen Ergebnisse flossen in die "Baulandkommission" (ausführlich: "Expertenkommission "Nachhaltige Baulandmobilisierung und Bodenpolitik"") der Bundesregierung ein, der Löhr als festes Mitglied angehörte. Schließlich ist er Mitglied des Ausschusses Bodenpolitik der Deutschen Akademie für Städtebau und Landesplanung sowie des Wissenschaftlichen Beirats der Freiherr-vom-Stein-Akademie für Europäische Kommunalwissenschaften.
2020 war er Berater der Landesregierung Baden-Württembergs zur Grundsteuerreform.

## Werk und Positionen
Ein Schwerpunkt der Betätigung von Dirk Löhr liegt im Bereich der Bodenpolitik. Er ist Mitinitiator und einer der Erstunterzeichner der 2012 gegründeten Initiative "Grundsteuer: Zeitgemäß!", die sich für die Einführung einer Bodenwertsteuer in Deutschland einsetzt. Kommunen solle nach Ansicht Löhrs ein Vorkaufsrecht zustehen, um – neben Genossenschaften – bezahlbaren Wohnraum gewährleisten zu können. Die Mietpreisbremse sei dagegen "Symptombekämpfung".
Im Zuge der stark steigenden Bau- und Bodenpreise Berlins merkte Löhr 2023 eine Diskrepanz von deren Nutznießern und Risikoträgern an. Demnach profitierten vor allem Investoren, obwohl der Preisanstieg in der Bundeshauptstadt vor allem auf Infrastrukturausbau und öffentliche Investitionen zurückzuführen sei.

## Schriften
- Dirk Löhr, Fred Harrison (Hrsg.): Das Ende der Rentenökonomie – Wie wir globale Wohlfahrt herstellen und eine nachhaltige Zukunft bauen können. Metropolis, 2017, ISBN 978-3-7316-1226-1. (Mason Gaffney gewidmet)
- Prinzip Rentenökonomie: Wenn Eigentum zu Diebstahl wird. Metropolis-Verlag, Marburg, 2013, ISBN 978-3-7316-1013-7
- Capitalization by formalization? - Challenging the current paradigm of land reforms. In: Land Use Policy 2012, doi:10.1016/j.landusepol.2012.01.001
- Abschied vom Steuerstaat – Auf dem Weg zum Hüter des Gemeinwohls wäre für den Staat eine Anleihe bei Henry George von Vorteil. In: Humane Wirtschaft, Ausgabe 05-2012, September/Oktober 2012, Download (.pdf; 1,3 MB) (Memento vom 29. Oktober 2013 im Internet Archive)
- The euthanasia of the rentier – A way towards a steady-state economy?. In: Ecological Economics 2011, doi:10.1016/j.ecolecon.2011.11.006
- External Costs as Driving Forces of Land Use Changes. In: Sustainability 2/2010, S. 1035–1054.
- Nullzins und Nullwachstum – Renaissance einer alten Idee. In: Zeitschrift für Sozialökonomie, 47. Jahrgang, November 2010, S. 3–20
- Die Plünderung der Erde: Anatomie einer Ökonomie der Ausbeutung; ein Beitrag zur ökologischen Ökonomik. Verl. für Sozialökonomie, Kiel, 2009, ISBN 978-3-87998-455-8
- Flächenhaushaltspolitische Varianten einer Grundsteuerreform. In: Wirtschaftsdienst, 88. Jg. (2008), H. 2, S. 121–129, Download (.pdf).
- Umweltgüter als Common Property Resources. In: Zeitschrift für Umweltpolitik und Umweltrecht, 1/2008, S. 49–75
- Wie eine ‚unsichtbare Hand‘ nach der Allmende greift – Eine Kritik der Property-Rights-Theorie. In: Zeitschrift für Sozialökonomie, 44. Jahrgang, September 2007, S. 12–30
- Handelbare Flächenausweisungskontingente: Eine gute Idee auf Abwegen. In: Zeitschrift für Umweltpolitik und Umweltrecht,4/2006, S. 529–544
- Zur Umlaufsicherung von Buchgeld – Eine kurze Kritik der entsprechenden Vorschläge. In: Zeitschrift für Sozialökonomie, Nr. 147 (42. Jahrgang), Dezember 2005, S. 30ff
- Mittelständische Familienunternehmen im Generationenwechsel: die Gestaltung des Übergangs als Aufgabe des strategischen Risikomanagements, Shaker, Aachen, 2001, ISBN 3-8265-9404-5
- Bundes-Bodenschutzgesetz in der betrieblichen und steuerlichen Praxis. mit Lothar Knopp. Verl. Recht und Wirtschaft, Heidelberg 2000, ISBN 3-8005-1244-0